# Scopula depuncta
Scopula depuncta là một loài bướm đêm trong họ Geometridae.